# Martwa cisza (film 2007)
Martwa cisza lub Śmiertelna cisza (ang. Dead Silence) – amerykański horror z 2007 roku w reżyserii Jamesa Wana. Wyprodukowany przez Universal Pictures.

## Opis fabuły
Jamie (Ryan Kwanten) i Lisa znajdują pod drzwiami lalkę brzuchomówcy. Wkrótce ktoś morduje kobietę, wyrywając jej wcześniej język. Jamie, który jest podejrzanym o zabójstwo, chce wyjaśnić zagadkę śmierci żony i zdobyć dowody swojej niewinności. Odkrywa, że lalka należała do zamordowanej brzuchomówczyni.

## Obsada
- Ryan Kwanten jako Jamie Ashen
- Judith Roberts jako Mary Shaw
- Donnie Wahlberg jako detektyw Jim Lipton
- Amber Valletta jako Ella Ashen
- Bob Gunton jako Edward Ashen
- Michael Fairman jako Henry Walker
- Joan Heney jako Marion Walker
- Laura Regan jako Lisa Ashen